# Fußmatte

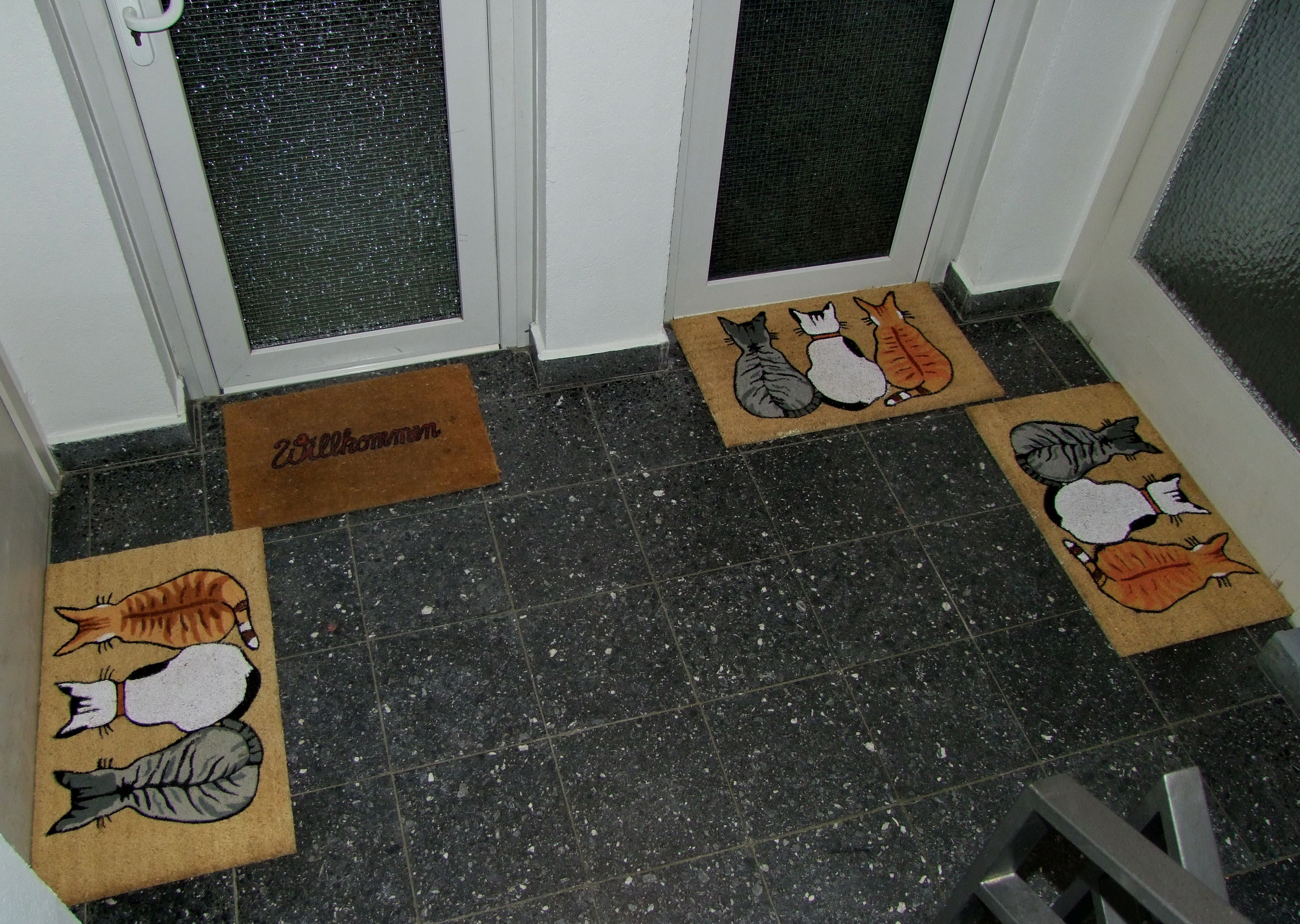
Bedruckte Fußmatten im Flur eines deutschen Mehrfamilienhauses, 2008

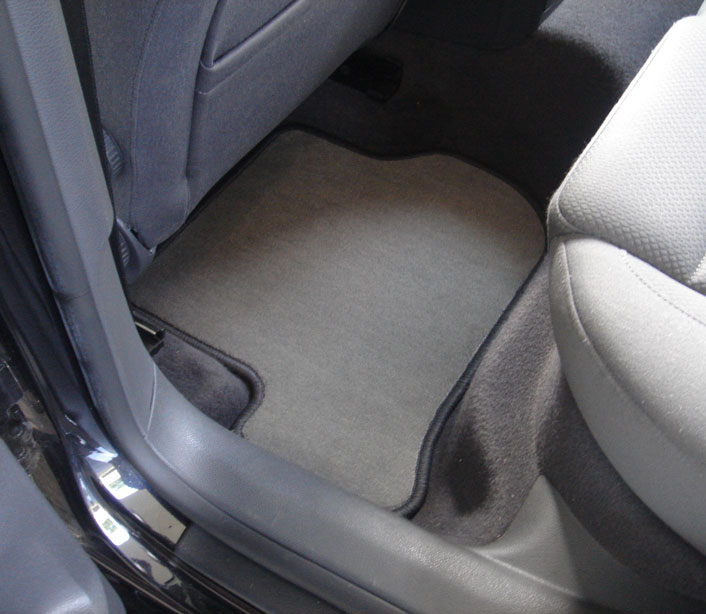
Textile Matte im Fußraum eines Autos

Eine Fußmatte ist eine Matte zum Abtreten des Schmutzes von Schuhen.
Sie findet häufig vor (Haus-)Türen als Schmutzschleuse Anwendung.
Im Automobilbereich werden passgenaue Fußmatten, auch Automatten genannt, aus Textilien oder Gummi in den Fußraum des Fahrzeugs eingelegt, die zur Reinigung ausgeschüttelt werden können.

## Im Wohnbereich

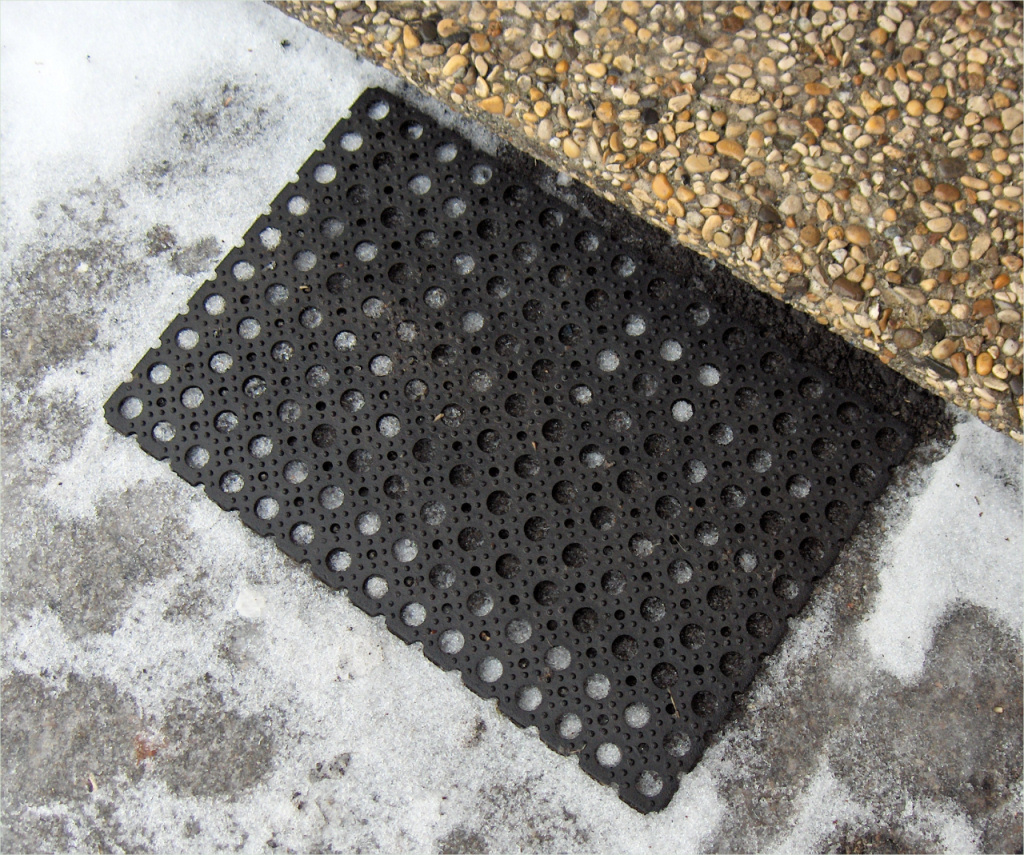
Fußmatte aus Kunststoff

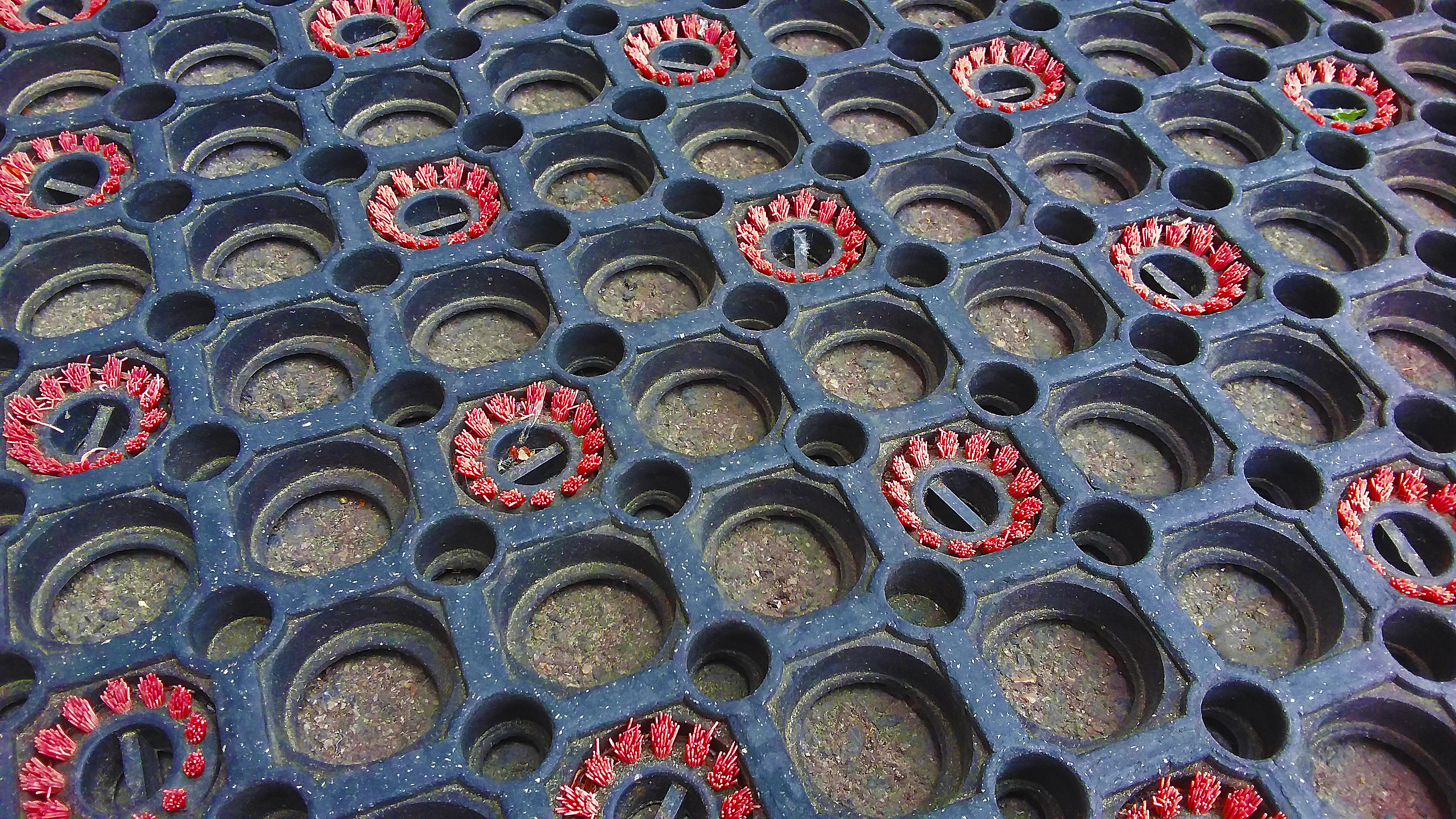
Fußmatte aus Kunststoff mit frei integrierbaren Bürstenelementen zur Entfernung von grobem Schmutz

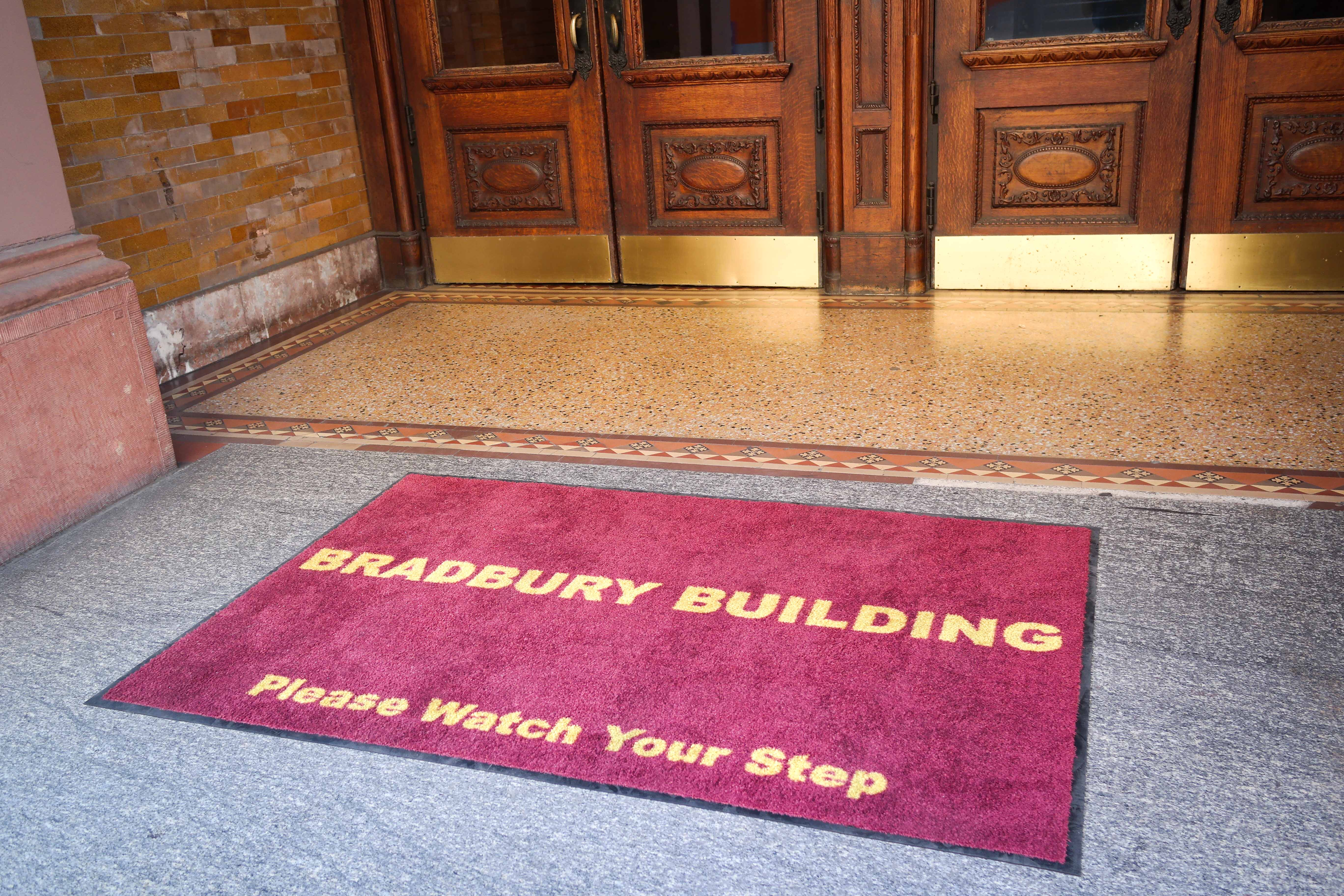
Großformatige, beschriftete Velours-Fußmatte vor dem Bradbury Building in Los Angeles, 2014

Die Fußmatte ermöglicht ein Abstreifen der Schuhsohlen vor dem Betreten der Räumlichkeiten, so dass der Schmutz auf und zwischen den Fasern der Matte zurückbleibt. Fußmatten können aus Schurwolle, Kunststoff, Kokosfasern oder Palmblättern bestehen. Auch das beständige Sisal wird oft verwendet. Es existieren aber auch Matten aus Gummi, Kautschuk und grob gelochtem oder geriffeltem Metall (Edelstahl und Aluminium) mit Noppenaufsätzen.
Kokosfasern sind durch das grobe Profil ausschließlich für den außerhäuslichen Bereich gedacht. Für die Herstellung einer Fußmatte aus diesem Material werden etwa 40 Nüsse benötigt.
Die Größen liegen im Haushaltsbereich bei etwa 30 mal 50 Zentimetern. Neben der rechteckigen Form hat sich auch die halbrunde Matte eingebürgert. Eine Faser- oder Noppenhöhe von 1 bis 2 Zentimetern ermöglicht die schnelle Reinigung durch Ausklopfen. Farblich vielfältig, beinhalten manche Matten auch einen eingewebten oder aufgedruckten Spruch, z. B. Willkommen, oder ein Symbol.

### Gefahren

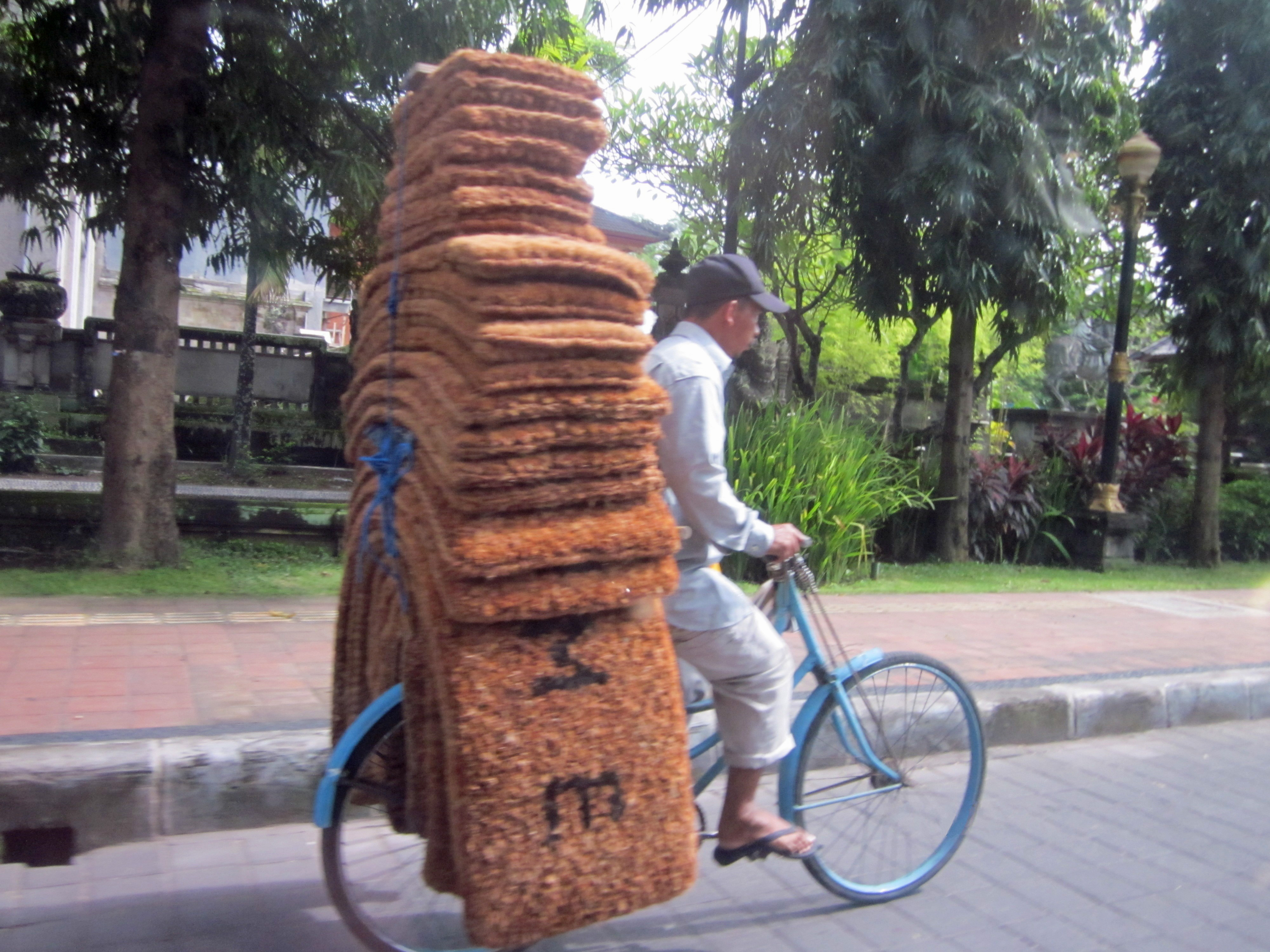
Transport von Fußmatten aus Kokosfaser (Indonesien, 2011).

Mit der Begründung einer erhöhten Stolpergefahr beim Brand eines Wohnhauses verlangte die Stadt Bristol 2006 von den Mietern ihrer kommunalen Wohnungen, dass diese die Fußmatten aus den Fluren entfernen. Die Fußmattenränder sollten nicht hochstehen und die Matten selbst „mit einer rutschfesten Schicht auf der Rückseite“ versehen sein.

### Sprachgebrauch

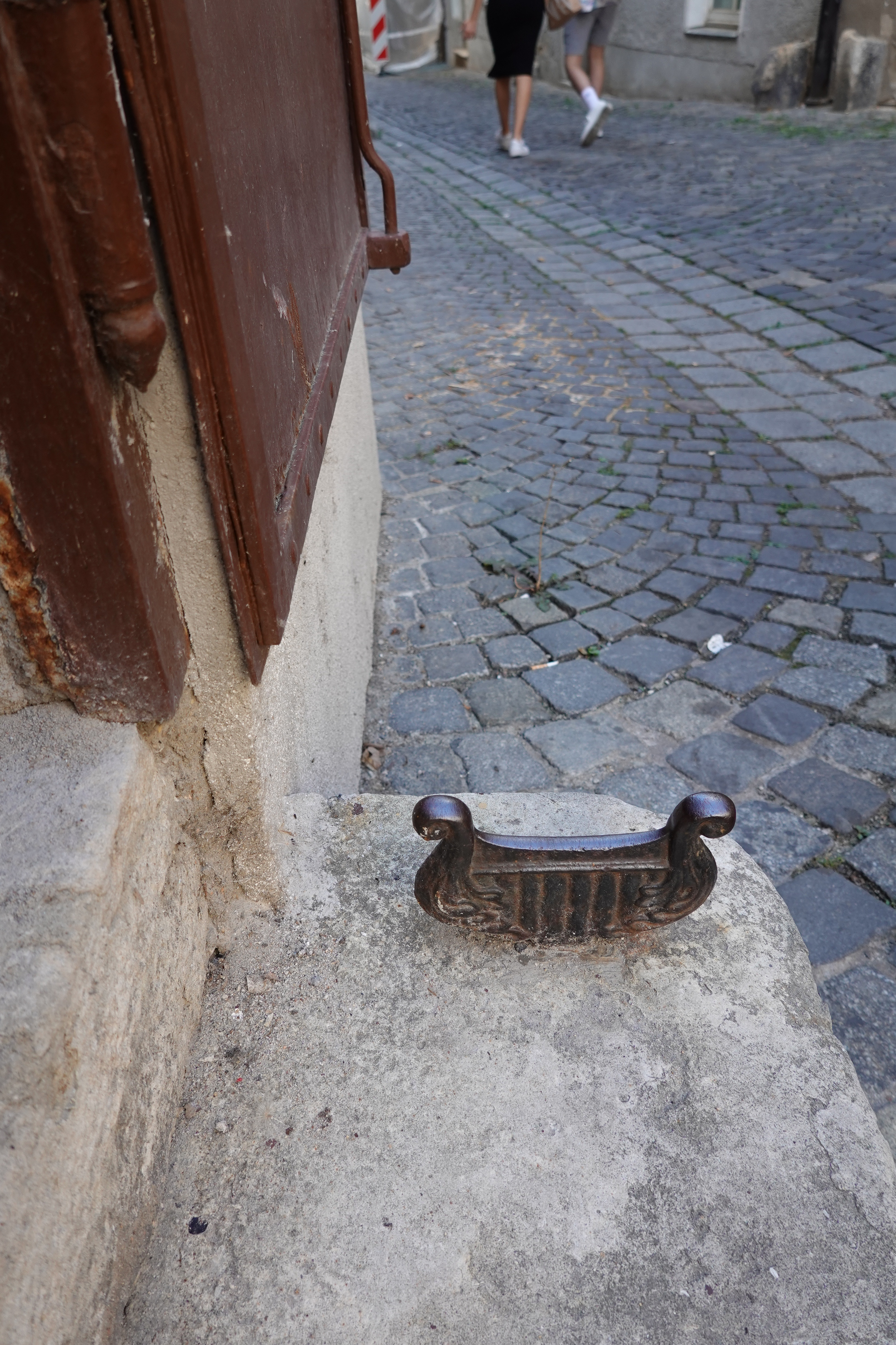
Schuhabstreifer in Regensburg

Je nach Region werden für Fußmatten unterschiedliche Begriffe verwendet:
- Fußmatte und Türmatte in weiten Teilen Westdeutschlands, auch regional in Süddeutschland
- Fußabtreter hauptsächlich in Ostdeutschland
- Fußabstreifer und Schuhabstreifer in weiten Teilen Süddeutschlands und Österreichs
- Fußabputzer, Schuhabputzer, Fußabstreicher und Abstreicher in Teilen Sachsens
- Fußmatte und Fußabtreter beide überregional

- Türdacke in Österreich, auch nur Dacke
- Türvorlage in der Schweiz[4]

## Im Automobilbereich
Im Automobilbereich werden Fußmatten in den Fußraum des Fahrzeugs eingelegt. Textilfußmatten sind typischerweise aus Polypropylen-, Polyamid- oder Polyesterfaser. Es gibt sie als Tuftvelour-, Nadelfilz- oder Vliesstoffmatten.
Die Fußmatten sind in unterschiedlichen Formen erhältlich: Als Passform, sodass sie exakt an den Fußraum eines Fahrzeugs angepasst sind, als Semi- und als Universalpassform, die einen typischen Fußraumumriss besitzen.
Das Aufstellen der Mattenecken (Schüsseln) und Aufrollen der Automatten im Fahrzeug durch Feuchtigkeitseinwirkung, speziell bei der Fahrermatte, kann ein Verrutschen der Automatten unter die Pedale zur Folge haben, was wiederum die Freigängigkeit, Wirkung und Funktionen der Pedale einschränkt.

### Aufbau
Aufbau von Tuftveloursmatten im Sandwich-Verfahren:
- Oberware
- Träger

Beschichtung (Textilbeschichtung)
- - Einbindung (Latex)
  - Precoat
  - Zweitrücken (Actionback, Vlies oder Jute)
  - Antirutsch-Rückenbeschichtung

Aufbau von Nadelfilzmatten:
- Oberware

Beschichtung (Textilbeschichtung)
- - Einbindung
  - Latex-Precoat
  - Antirutsch-Rückenbeschichtung

Bei Tuftvelour-Automatten gibt es unterschiedliche Teilungen die in Zoll angegeben werden, z. B. 1/10’, 5/64’, 1/8’, und unterschiedliche Garnstrukturen wie Heat-Set-Garn, Perlvelour oder Schlingentuft. Bei Nadelfilz-Automatten gibt es Einfachrippe, Doppelrippe, Mehrfachrippe, Nadelfilzvelour, Nadelfilzdilour, Pastillendesign oder Jacquardvernadelungen.

### Antirutschbeschichtung

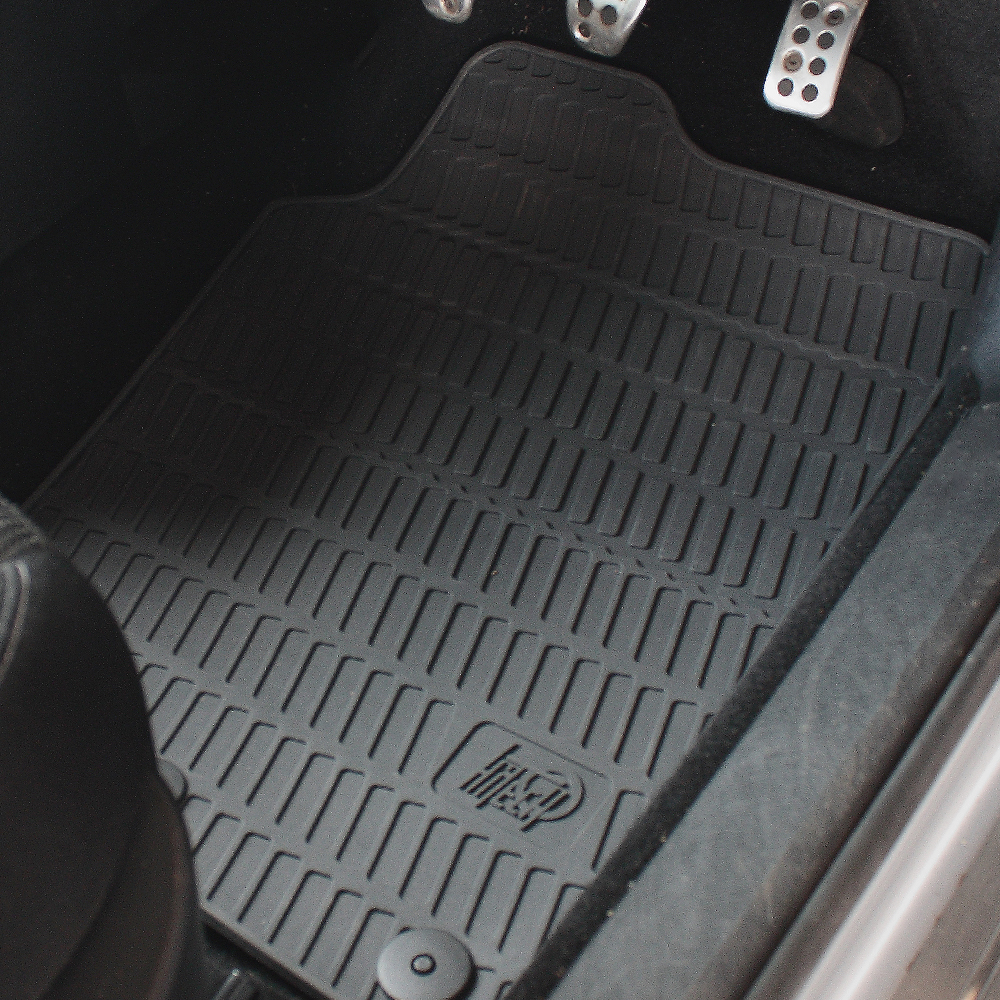
Gummimatte im Fahrerfußraum

Die verschiedenen Rückenbeschichtungen weisen unterschiedliche Haftkräfte auf, die das Liegeverhalten der Fußmatten im Fahrzeug positiv beeinflussen. Die Haftkräfte werden mittels Abzugstest auf verschiedenen Bodengruppenteppichen ermittelt. Als Rückenbeschichtungen wird Gummi-Granulat, NSF-Latex, Fibretec, PES-Schaum, TPE-Beschichtung oder Maliwatt-Textilrücken verwendet.

### Herstellungsprozess von Textilfußmatten
- Bestimmung der Rohware und Rollenware
- Bestimmung der Zuschnittart: Passform, Semi-Passform oder Universal-Textilautomatten

- Bestimmung der Formengebungsart der Rohware: Erfolgt mittels Stanzverfahren, CNC-Cutter-Zuschnitt, Waterjet-Technik (Wasserstrahlschneidemaschine), Laserzuschnitt (Laserschneiden), Bandmesser-Zuschnitt
- Ggf. Integration des Trittschutzes: Wird verwendet in der am meisten beanspruchten Zone, im Bereich der Pedalerie. Schützt diesen Bereich gegen frühzeitige Beschädigung durch Abnutzung. Als Trittschutz werden alle abriebbeständigen Materialien wie Polyamid, PVC und speziell behandelter Nadelfilz verwendet. Die Aufbringung des Trittschutzes erfolgt durch Aufnähen oder Aufschweißen mittels Hochfrequenzschweißanlagen.
- Einfassung der Rohlinge: Bandeinfassung bestehen aus Geweben und Gewirken, in verschiedenen Materialien, Dessins, Stärken, Appreturen und Farben mit denen der Textilrohling eingefasst wird, um ihn somit vor dem Ausfransen zu schützen. Kettelung mit Garnen aus verschiedenen Materialien, Effekten, Stärken und Formen mit denen der Textilrohling eingekettelt wird, um ihn somit vor dem Ausfransen zu schützen. Die Einfassung dient auch als Gestaltungselement.
- Integration der Befestigungssysteme: Um einem Verrutschen entgegenzuwirken verfügen einige Fahrzeuge über fest installierte Stoppersysteme, mit denen die Fußmatten an der Bodengruppe befestigt werden. Fahrzeuge, die nicht mit einem serienmäßigen Stoppersystem ausgestattet sind, können mit einem Nachrüstbefestigungssystem die Automatten sichern.

### Herstellungsprozess von Gummifußmatten
Fußmatten aus Gummi werden aus Elastomeren wie Styrol-Butadien-Kautschuk, Ethylen-Propylen-Dien-Kautschuk, Naturkautschuk oder Thermoplastische Elastomere wie TPE-S, TPE-O hergestellt. Sie bestehen aus einem Gemisch dieser Rohmaterialien mit Füllstoffen. Bei der Herstellung unterscheidet man nach dem jeweiligen Vernetzungsverfahren, ob Vulkanisation oder thermoplastische Verformung.
Beim Pressverfahren wird unter dem Einfluss von Druck, Zeit und Temperatur das auf dem Werkzeug befindliche Rohmaterialgemisch in die Form gepresst. Beim Spritzgiess-Verfahren wird unter dem Einfluss von Druck und Zeit das Rohmaterialgemisch ins leere Werkzeug injiziert und somit in die jeweilige Form gepresst.